# Wahid Payman
Wahid Payman, auch bekannt als Ahmad Wahid Payman (auf Persisch: وحید پیمان; * 1984 in Herat), ist ein afghanischer Journalist, ehemaliger Chefredakteur der Tageszeitung 8AM mit Sitz in Kabul und ehemaliger Vorsitzender des Beratenden Stadtrats von Herat.
Im Jahr 2004 wurde er als Journalist des Jahres in Afghanistan ausgezeichnet.
Im Jahr 2014 erhielt er die Auszeichnung „Junger Journalist des Jahres“ vom Skills Development Center (MAM). Im Jahr 2016 wurde ihm der Preis für aktiven Journalismus in sozialen Medien vom Afghanistan Media Studies Institute verliehen. Im Jahr 2020 ehrte das afghanische Repräsentantenhaus ihn und die Tageszeitung 8AM für die umfangreiche Berichterstattung über die COVID-19 Pandemie mit einer Anerkennung.
Nach dem Fall von Kabul am 15. Oktober 2021 verließ Wahid Payman Afghanistan und lebt derzeit in Hamburg, Deutschland.

## Biografie
Wahid Payman ist der Sohn von Sayed Fazl Ahmad Payman, einem bekannten Dichter und angesehenen Richter in Afghanistan. Sein Vater, Sayed Fazl Ahmad Payman, war ein angesehener afghanischer Dichter und ehemaliger Generalstaatsanwalt der Provinz Herat. Die Familie Payman gehört zu den angesehenen und bekannten Familien der Sadaat von Herat.

### Kindheit und Schule
Wahid Payman verbrachte seine Kindheit in Herat. Aufgrund des beginnenden Bürgerkriegs in Afghanistan musste seine Familie in die Provinz Badghis migrieren. Dort absolvierte er die Grundschule. Nach der Machtübernahme der Taliban zog seine Familie erneut in den Iran, wo Wahid seine Schulbildung fortsetzte. Während dieser Zeit entwickelte er Interesse an Zeitungen sowie Büchern über Politik und Geschichte.

### Rückkehr nach Afghanistan und Studium
Nach dem Sturz der Taliban im Jahr 2001 kehrte die Familie Payman nach Afghanistan zurück. Wahid setzte seine Ausbildung in Herat fort und absolvierte ein Studium der Rechts- und Politikwissenschaften. Er schloss dieses mit einem Bachelor-Abschluss ab und konzentrierte sich dabei auf internationale Beziehungen. Sein Interesse an sozialen Fragen und Menschenrechten bildete die Grundlage für seine umfangreichen Aktivitäten in diesen Bereichen.

### Berufliche Laufbahn
Wahid Payman begann seine journalistische Karriere im Jahr 2003 mit einer Zusammenarbeit bei der National Television of Afghanistan. Danach arbeitete er bei der Tageszeitung 8am als Reporter und Manager und wurde später Chefredakteur dieser Zeitung. Er war außerdem Vorsitzender des Beratenden Stadtrates von Herat und widmete sich in dieser Funktion urbanen und sozialen Angelegenheiten.

### Migration nach Deutschland
Nach der erneuten Machtübernahme der Taliban in Afghanistan im Jahr 2021 verließ Wahid Payman aufgrund von Sicherheitsbedrohungen das Land. Derzeit lebt er in Hamburg. In Deutschland arbeitet Payman mit internationalen Medien zusammen und organisiert Kampagnen zur Unterstützung der Menschenrechte.

## Menschenrechtsaktivitäten
Wahid Payman ist einer der führenden Aktivisten zur Unterstützung von Medien und Meinungsfreiheit. Nach den strengen Beschränkungen der Taliban gegenüber den Medien in Afghanistan und der Verabschiedung strenger Gesetze gegen die Meinungsfreiheit war er einer der Ersten, die sich für eine Änderung dieser Situation einsetzten.
Er setzte sich außerdem für die Rechte von Mädchen ein, nachdem die Taliban weiterführende Schulen für Mädchen oberhalb der Grundstufe geschlossen hatten.
Im Oktober 2023, nach einem schweren Erdbeben in Herat, wurde Wahid Payman zu einer der Hauptquellen für Informationen und Interviews mit Experten. Während die Taliban der Bevölkerung keine genauen Informationen zur Verfügung stellten und behaupteten, das Erdbeben sei ein „göttliches Ereignis“, das keine Untersuchung erfordere, half Payman Millionen von Bewohnern von Herat durch die Veröffentlichung von Informationen über soziale Plattformen, sich über die Ereignisse und Umstände des Erdbebens zu informieren.